# Liste des drapeaux de Suisse U
Pour les communes suisses commençant par U. Pour plus d'informations sur les conceptions, s'il vous plaît lire l'article d'une commune.

Uri
Ursins
Uster
Unterägeri
Unterschächen